# Vlag van Aberdeenshire
De vlag van Aberdeenshire is de vlag van het Schotse graafschap Aberdeenshire. De vlag werd op 22 april 2023 geregistreerd bij het Flag Institute. Het ontwerp van de vlag is van de hand van Meryn Wilson, Eliana Irwin, Zara Sim, Iris Main en Tristan Davidson.

## Ontwerp
Het kasteel staat symbool voor de vele kastelen in Aberdeenshire (het graafschap heeft de bijnaam "Scotland's Castle Country" en telt meer dan 260 kastelen). Samen met de kroon kan het kasteel ook specifiek staan voor de koninklijke residentie Balmoral Castle. Het goud staat voor de velden met rijpe gerst in Aberdeenshire (en de whisky die ervan wordt gemaakt), terwijl het paars staat voor de met heide bedekte bergen van het graafschap.

## Competitie
Op 7 september 2022 werd een wedstrijd voor het ontwerpen van een officiële vlag voor Aberdeenshire aangekondigd door de krant The Press and Journal, in samenwerking met de Aberdeenshire Lieutenancy, de Court of the Lord Lyon en het Flag Institute. De wedstrijd stond open voor iedereen en er werden meer dan 820 inzendingen ontvangen uit heel Aberdeenshire, de rest van Schotland en het Verenigd Koninkrijk, en zelfs zo ver weg als Canada en Nieuw-Zeeland. Een jury beoordeelde de voorstellen voordat ze uiteindelijk werden teruggebracht tot een korte lijst van vijf ontwerpen, die op 1 december 2022 ter stemming werden voorgelegd aan het publiek, dat tot 13 januari 2023 kon stemmen. Het winnende ontwerp werd onthuld tijdens een vlaghijsceremonie in Castle Fraser op 22 april 2023.